# Unión Cricket
Unión Cricket fue un club limeño fundado en 1893 por miembros de la elite limeña para la práctica del cricket en un primer momento y poco después el tenis y fútbol. Fue el primer club peruano que practicó el fútbol.

## Historia
En 1893 un grupo de jóvenes de la elite, interesado en las actividades deportivas organizadas por el club Lima Cricket, solicita a sus directivos les otorguen permiso para ingresar al campo de Santa Sofía a practicar deporte. En diciembre del mismo año aquellos jóvenes fundaron el Unión Cricket para practicar tenis y cricket, que alcanzó gran importancia durante la primera década del XX. El club inicialmente tuvo como local de reunión la casa de Francisco Romero Elguera, pero al aumentar el número de socios y frente a la necesidad de contar con un local más amplio, obtuvieron permiso de reunirse en el salón principal del diario El Comercio, por gestión de los socios Miró Quesada con su padre Antonio.
Fue el Unión Cricket el primer club peruano en practicar el fútbol cuando son admitidos Pedro Larrañaga y John Conder como socios, quienes fomentaron este deporte entre las actividades de la institución. Al año siguiente tuvo su primer enfrentamiento oficial con el Lima Cricket F.B.C., iniciando su vida futbolística oficial, a la par de su desarrollo institucional. En 1895, se jugó el primer partido internacional contra un equipo inglés, jugando por el equipo peruano Pedro Larragaña, Manuel Mulanovich de los Ríos, Rafael Benavides Roa, Alfredo Benavides Diez Canseco y Abelardo Coello.
La directiva fundadora del Unión Cricket estaba formada por Carlos Baella, Presidente. Miguel Grau, Secretario: Carlos Benavides Canseco, tesorero. Francisco Romero Elguera, Capitán. Carlos Alayza Roel, Francisco Echenique Bryce, Luis Miró Quesada y Alex Morrison, Vocales.